# Eemeli Suomi
Eemeli Suomi, född 4 december 1995 i Tammerfors, Finland, är en finländsk professionell ishockeyspelare (forward) som spelar för Växjö lakers HC i SHL.